# Старцева, Элис Антоновна
Элис Антоновна Старцева (род. 25 апреля 2001 года, Москва, Россия) — российская дзюдоистка и самбистка, бронзовый призёр чемпионата Европы 2025 года, двукратная чемпионка России. Мастер спорта по дзюдо.

## Биография
Элис сделала свои первые шаги в спорте с вольной борьбы под руководством своего отца - тренера Антона Старцева. Она воспитанница Досугового центра «Соколинка» и Спортивной школы №55 «СКИФ» города Москвы.

## Спортивная карьера
В 2019 году Элис выиграла первенства России и мира по самбо среди юниоров, а также серебряную медаль с кубка Европы по дзюдо среди юниоров в Познани и три бронзовые медали в Праге, Каунасе и Коимбра в весе свыше 78 килограмм. Была первой на первенстве Европы среди юниоров 2019 года в командном зачёте, помимо этого в конце 2019 года пришла первой на взрослом кубке России в Майкопе. В 2020 году заработала бронзовую медаль на первенстве Европы в хорватском городе Пореч. Летом 2022 года выиграла Всероссийскую спартакиаду в Казани. В августе 2023 года она выиграла Международный фестиваль университетского спорта в Екатеринбурге, в сентябре 2023 года Элис впервые стала чемпионкой страны. В конце октября 2023 года завоевала бронзовую медаль на турнире Большого шлема Абу-Даби. В феврале 2024 года добыла очередную бронзовую медаль на турнире «Большого Шлема» в Баку. В марте 2024 выступила на «Большом Шлема» в Ташкенте, где также взяла третье место в схватке против вице-чемпионки Европы француженки Леа Фонтен. В мае 2024 года снова добыла бронзовую медаль «Большого Шлема» в Астане. В июне 2024 года Элис получила приглашения от Международного олимпийского комитета для выступления на Летних Олимпийских играх в Париже, в связи бойкотированием федерации дзюдо России она не смогла принять участия. В октябрее 2024 года во второй раз выиграла чемпионата России в Сочи.
В апреле 2025 года на чемпионате Европы в Подгорице в весовой категории свыше 78 кг завоевала бронзовую медаль. В схватке за третье место победила соперницу из Франции Леа Фонтан.

## Спортивные достижения
Дзюдо
- Первенство России среди юниоров 2019 — ;
- Первенство Европы среди юниоров 2019 (команда) — ;
- Кубок России 2019 — ;
- Первенство Европы среди юниоров 2020 — ;
- Спартакиада 2022 — ;
- Чемпионат России 2023, 2024 — ;
- «Большой шлем» 2023 (Абу-Даби) — ;
- «Большой шлем» 2024 (Баку, Ташкент, Астана) — ;
- Чемпионат Европы 2025 — ;

Самбо
- Первенство России среди юниоров 2019 — ;
- Первенство мира среди юниоров 2019 — ;

## Личная информация
Проживает в Москве. Является выпускницей Российского университета спорта «ГЦОЛИФК».